# Giraldus Cambrensis
Giraldus Cambrensis, chiamato in italiano Giraldo del Galles o Giraldo Cambrense (anche noto come Gerald of Wales, Giraud de Barri, Gerallt Cymbro e Gerald “Sylvester”; Manorbier, 1146 – Hereford?, 1223), è stato un religioso, scrittore e storico gallese.
Arcidiacono di Brecon dal 1175 al 1203, il suo vero obiettivo fu per tutta la vita il vescovado di St. David’s, che sperava di poter rendere autonomo dall’autorità di Canterbury; il suo sogno, tuttavia, rimase irrealizzato, nonostante i viaggi compiuti a Roma presso la corte papale per far valere i propri diritti (1199-1200; 1201; 1202-3).
Entrato a far parte della corte di Enrico II intorno al 1184, Giraldo svolse per conto del re diversi incarichi diplomatici, che lo portarono a viaggiare in Irlanda e in Galles. Da questi viaggi trasse quattro delle sue più importanti opere: la Topographia Hibernica, l'Expugnatio Hibernica, l'Itinerarium Cambriae e la Descriptio Cambriae.
È autore di svariate opere, diciassette delle quali sono tuttora conservate. Sperimentò numerosi generi, tra i quali l’etnografia e l’agiografia.

## Vita

### Origini

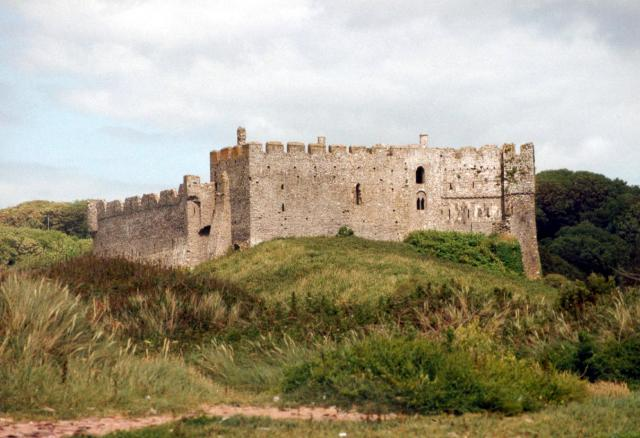
Castello di Manorbier

Giraldo nacque intorno al 1146 presso il castello di Manorbier, nel Pembrokeshire (Galles), fondato nell’XI secolo proprio dalla sua famiglia; di questa dimora Giraldo offre un’affettuosa e pittoresca descrizione nell'Itinerarium Cambriae, definendola “il più piacevole luogo del Galles”.
Giraldo era il figlio minore di William FitzOdo de Barry e della sua seconda moglie, Angareth; il fratellastro Walter è nominato nell'Expugnatio Hibernica, mentre non se ne ha traccia in nessuna opera dei suoi fratelli Philip e William.
La famiglia paterna dei De Barry, che prende il nome dall’isola di Barry vicino a Cardiff, era di origine anglo-normanna. I guerrieri de Barry erano stati fondamentali per la conquista dell’Irlanda sotto la guida di Riccardo di Clare “Strongbow” e il loro nome era leggendario.
La madre di Giraldo, Angareth, era figlia del cavaliere normanno Geraldo di Windsor (Gerald FitzWalter) e della seducente Nest, soprannominata “Elena del Galles” a causa dei numerosi amanti; Angareth era inoltre nipote, per parte materna, del celebre Rhys ap Tewdwr, principe del Galles meridionale. Giraldo, grazie alla nonna Nest, era imparentato con le più importanti famiglie gallesi del tempo: i FitzHenry, i FitzGerald e i FitzStephen.
Giraldo dunque era per tre quarti normanno e per un quarto gallese. La sua ambivalenza gli fu spesso utile durante gli incarichi diplomatici ed è da lui stesso ricordata con orgoglio: per esempio, nel De Principis Instructione, si definisce gallese per nascita (natio) e famiglia (cognatio) e inglese per formazione (morum institutio) e frequentazioni (conversatio). Tuttavia, le sue origini miste gli diedero anche svariati problemi ed è costretto ad ammettere, sempre nel De Principis Instructione, che «entrambi i popoli mi considerano straniero e mi respingono: uno mi sospetta, l’altro mi odia».

### Primi anni di vita e gioventù
Giraldo covò fin da bambino ambizioni ecclesiastiche, a tal punto che il padre lo soprannominò affettuosamente “il mio vescovo”. A questo proposito, nell’autobiografia De rebus a se gestis, si legge un curioso aneddoto: mentre i fratelli da bambini costruivano castelli di sabbia, lui erigeva monasteri di sabbia.
Per dare corpo all’ambizione del figlio, Guglielmo di Barry affidò Giraldo alle cure dello zio Davide FitzGerald, vescovo di St. David’s, che probabilmente gli insegnò le basi del latino. 
Intorno ai dieci anni fu mandato presso l’abbazia benedettina di St. Peter’s (Gloucester), dove fu educato da un certo maestro Haimon. Qui perfezionò il proprio latino e iniziò a studiare logica e retorica.
Infine, studiò per qualche anno a Parigi (c. 1165-1174), dove si dedicò alle discipline del Trivio e divenne celebre per la sua arte retorica (come si legge nel De rebus a se gestis, I, 2). A Parigi fu allievo del celebre Pietro Comestore, teologo e scrittore francese, ed ebbe modo di conoscere Pietro Cantore, sostenitore della riforma gregoriana della Chiesa.
Tornato in Inghilterra intorno al 1172 (o intorno al 1174), si diede l’obiettivo di riformare il clero gallese, da lui accusato di non rispettare il celibato e di essere eccessivamente controllato dai politici. Per questa ragione, intorno al 1175, destituì e prese il posto dell’arcidiacono di Brecon (contea di Powys), accusato di vivere con una concubina. I suoi costumi rigidi lo resero malvoluto presso i fedeli, che arrivarono addirittura ad assediarlo nella chiesa di Llanbadarn Fawr; tuttavia Giraldo venne ben presto liberato grazie all’intervento del cugino Cadwallon ap Madog, governatore locale.
Successivamente esplose una contesa tra Giraldo e il vescovo Adamo di St. Asaph, a proposito della consacrazione della nuova chiesa di Kerry: se il vescovo l’avesse consacrata, la diocesi di St. David’s avrebbe subito una pesante perdita di territorio. L’arcidiacono partì dunque per Kerry e occupò la chiesa, impedendo al vescovo Adamo di entrare. Dopo svariate accuse e tentativi reciproci di scomunica, non privi di risvolti comici (Giraldo arrivò a coprire le minacce del rivale con il suono delle campane), il vescovo fu costretto ad arrendersi.
Nel 1176 morì lo zio Davide, vescovo di St. David’s, e il clero locale lo candidò come suo successore: Giraldo, grazie alla sua formazione scolastica e ai suoi costumi rigidi, era infatti il miglior candidato per ottenere l’autonomia di St. David’s da Canterbury e il rango di sede metropolitana. Re Enrico II, tuttavia, temendo i suoi legami con la ribelle aristocrazia gallese, rifiutò di ratificare la nomina ed elesse al suo posto Pietro di Leia, monaco cluniacense e priore di Wenloch.
Deluso dalla mancata nomina, Giraldo tornò a Parigi per completare i propri studi di teologia e diritto canonico; in particolare, si dedicò allo studio della Costituzione Imperiale e dei Decreti. Se ci possiamo fidare di quanto Giraldo stesso racconta nel De rebus a se gestis, la sua conoscenza delle varie branche della giurisprudenza divenne tale da farne uno dei più stimati e seguiti maestri di Parigi.

### Vita di corte e viaggi
Nel 1184 re Enrico II Plantageneto si trovava in Galles per tentare di migliorare i rapporti con l’aristocrazia locale: Giraldo, in virtù della sua parentela con le maggiori famiglie gallesi e in particolare con il signore locale Rhys ap Gruffydd di Deheubarth, viene scelto come mediatore e diplomatico.
Con il ruolo di cappellano, Giraldo entra a far parte della corte di Enrico II, che nella seconda metà del XII secolo era un vivace centro culturale: Enrico, che appariva come la perfetta incarnazione del binomio clerc-chevalier e dell’ideale del princeps litteratus, raccolse intorno a sé le menti più brillanti del tempo, con lo scopo di promuovere anche sul versante culturale e mondano la grandezza del proprio regno. In questi dieci anni alla corte plantageneta, Giraldo compose alcune delle sue più importanti opere, in particolare quelle storico-etnografiche, e raccolse molto del materiale che poi convoglierà nel De principis instructione.
Nel 1185 Enrico affidò al figlio diciannovenne Giovanni l’incarico di rinsaldare i rapporti tra la Corona e i capi irlandesi più ostili, attribuendogli per l’occasione il titolo di “Dominus Hiberniae”. Con lui partì anche Giraldo, che aveva già visitato l’isola nel 1183 al seguito del fratello Filippo; inoltre, viveva in Irlanda un ramo della famiglia di Giraldo, quello dei FitzStephen. La missione si rivelò un disastro, non solo a causa dell’ostilità dell’aristocrazia locale ma anche per il carattere del principe, che viene considerato da Giraldo irresponsabile e manovrabile dai suoi rozzi amici.
Il principe tornò in Inghilterra già nell’inverno del 1185, mentre Giraldo si fermò in Irlanda fino alla Pasqua del 1186, continuando a raccogliere il materiale che convoglierà negli anni successivi sia nella Topographia Hibernica sia nella Expugnatio Hibernica.
Durante la Quaresima del 1185, Eraclio, patriarca di Gerusalemme, visitò la corte plantageneta e offrì le chiavi della Città Santa a Enrico, a patto che questi bandisse una crociata. Il re si dimostrò inizialmente disinteressato a questa missione e solo nel 1188 decise di reclutare un esercito, mandando in Galles l'arcivescovo Baldovino di Exeter con lo scopo di predicare la crociata; in realtà, questa visita offriva al re anche l’importante opportunità di controllare la situazione gallese senza suscitare sospetti e ostilità. Insieme a Baldovino partirono anche Giraldo, lo statista Rainulfo di Glanville, il vescovo Pietro di St. David’s e l’arcidiacono Alessandro Cuhelyn, che fece anche da interprete. 
Il viaggio cominciò da Hereford e proseguì lungo Radnor, Landeu, Talgarth, Abergavenny, Newport e Cardiff. Successivamente, mantenendosi sulla costa, la congregazione regale visitò Swansea, Carmarthen, Whitland, Haverford, St. David’s e Cardigan. Da Cardigan proseguirono verso Lampeter, Strathflur, Llanpadarn Vawr. Infine, dopo aver doppiato il promontorio di Llyn, Giraldo e i suoi compagni di viaggio si avviarono nuovamente verso Hereford passando da Carnarvon, Bangor, Conway, St. Asaph, Chester, Whitchurch, Oswaldstree, Wroxeter, Wenlock e Ludlow. Non si era mai compiuto un viaggio simile in Galles, né da parte dei forestieri né degli stessi gallesi.
Giraldo, nell’opera tratta dal viaggio, ovvero l'Itinerarium Cambriae, dichiara che il risultato di questa spedizione fu l’arruolamento di circa tremila uomini. Tuttavia, gli sforzi di Baldovino e Giraldo vennero annullati dalla crisi dinastica consumatasi all’interno della casata plantageneta: nell’estate del 1189, il figlio di Enrico II, il futuro Riccardo I, si alleò con il re francese Filippo II per spodestare il padre, che morì assediato presso il castello di Chinon il 6 luglio 1189. La morte di Enrico II rallentò la partenza per la Terra Santa e Giraldo, insieme a numerosi soldati gallesi e al vescovo Pietro di St. David’s, ottenne il permesso di non unirsi alla crociata e si limitò a supportarla finanziariamente.
Ritiratosi dalla corte intorno al 1192, Giraldo si trasferì a Lincoln per dedicarsi agli studi; Lincoln era, ai tempi, una celebre scuola teologica, guidata da Guglielmo de Montibus.

### Tentativi di diventare vescovo di St. David's

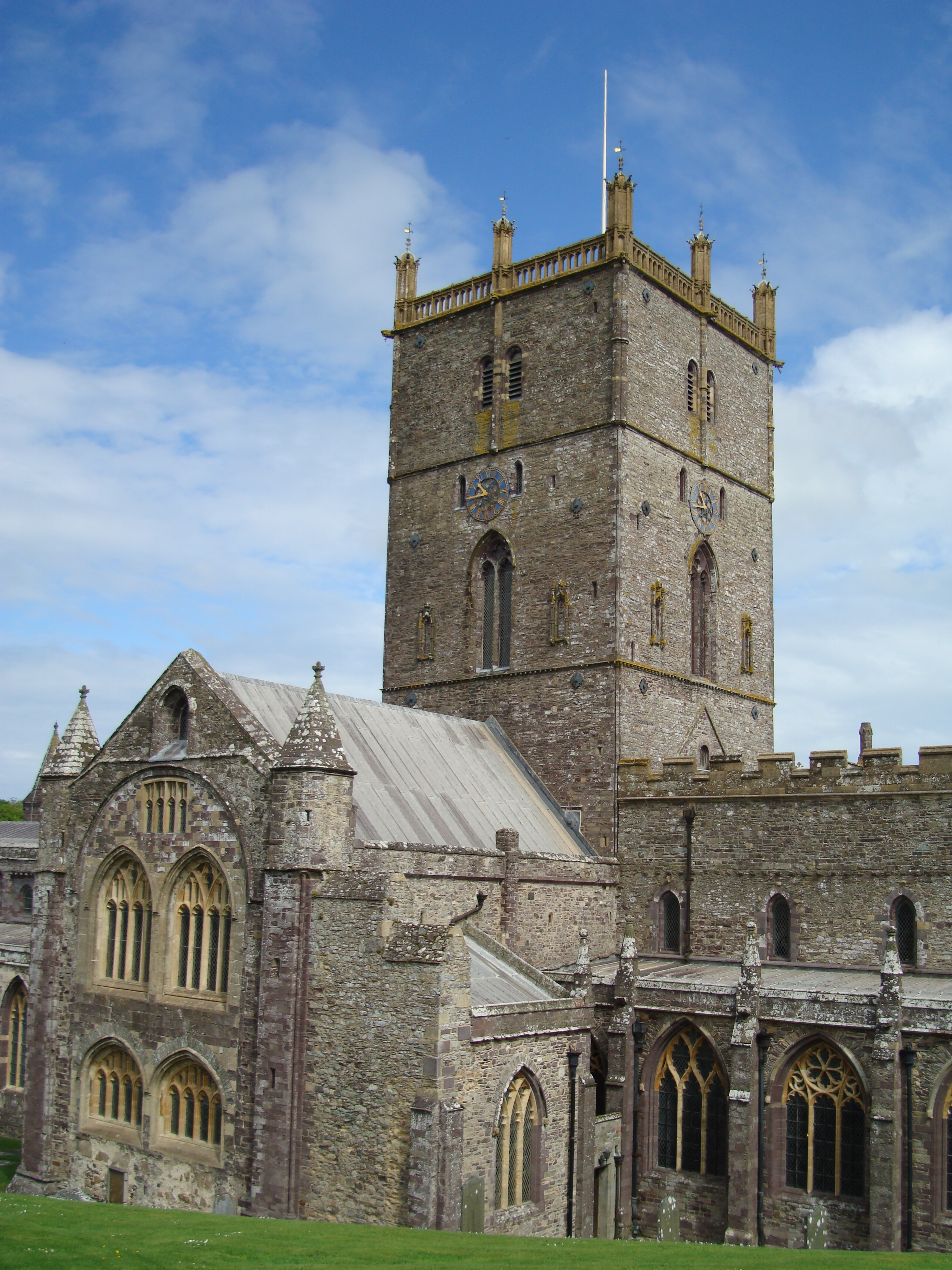
L'attuale cattedrale di St. David's

Sotto il regno di Riccardo Cuor di Leone, a Giraldo vennero offerti sia il vescovado di Bangor che l’episcopato di Llandaff ma entrambe le proposte vennero rifiutate: l’obiettivo di Giraldo rimaneva infatti St. David’s.
L’occasione gli si presentò nel luglio del 1198, con la morte di Pietro di Leia. Come già era accaduto nel 1176, i canonici di St. David’s elessero Giraldo ma l’arcivescovo di Canterbury, Hubert Walter, si rifiutò di ratificare la nomina, giurando che nessun gallese avrebbe mai ottenuto un importante vescovado in Galles e proponendo come candidati o il monaco cistercense Alessandro o Goffredo, priore di Lanthony.
Giraldo, consapevole dell’ostilità dell’arcivescovo di Canterbury, decise di scavalcarlo e di ottenere la nomina direttamente dal pontefice, che al tempo era Innocenzo III. Il 16 agosto del 1199 Giraldo lasciò Strathflur alla volta di Roma, dove giunse alla fine di novembre. 
Mentre Giraldo si trovava a Roma, l’arcivescovo di Canterbury approfittò della sua assenza per guadagnarsi il favore del clero di St. David’s. L’arcivescovo mandò inoltre un’epistola allo stesso papa, in cui accusava Giraldo di aver cercato di impossessarsi del vescovado di St. David’s in maniera scorretta (De gestis III 19).
Il papa, nonostante l’affetto che aveva maturato per Giraldo, non osò inimicarsi l’arcivescovo e dunque, nel 1200, decise di rimettere l’elezione ad una commissione di giudici inglesi; nel frattempo, Giraldo sarebbe tornato in Inghilterra e avrebbe presieduto all’amministrazione temporale e spirituale di St. David’s.
Tuttavia, prima che la commissione prendesse una decisione definitiva, Giraldo fu accusato di aver tradito la Corona inglese a vantaggio dei ribelli gallesi, dal momento che la sua elezione era stata appoggiata dai principi del Galles, in particolare da Llywelyn il Grande e da Gruffydd ap Rhys II. Dopo un lungo e periglioso viaggio, l’arcidiacono giunse a Roma il giorno dell’epifania del 1203 e, nonostante le accuse, fu accolto dal papa «more solito cum honore et osculo». Ancora una volta, tuttavia, Innocenzo III si rifiutò di ratificare la nomina di Giraldo, rimettendo la decisione finale al clero inglese. 
Giraldo fu così costretto a tornare in Galles ma il suo viaggio fu lungo e tormentato. Privo di soldi, fu catturato in Francia e portato a Châtillon-sur-Saône, dove venne imprigionato da Giovanni di Tinmouth, alleato dell’arcivescovo di Canterbury. Dopo essere stato liberato, Giraldo tornò in Inghilterra e, rinunciando alla nomina, appoggiò l’elezione a vescovo di St. David’s di Goffredo di Henlaw. In cambio della sua rinuncia, Giraldo ottenne per il nipote Geraldo FitzPhilip alcuni importanti uffici ecclesiastici.

### Ultimi anni di vita
Dopo aver rinunciato a St. David’s, Giraldo si ritirò a vita privata a Lincoln, anche se non smise mai di viaggiare: nel 1206 tornò per la terza volta a Roma e inoltre continuò a visitare regolarmente i suoi contatti gallesi.
Gli ultimi anni della sua vita gli riservarono numerose delusioni. L’amato nipote Geraldo, a cui nel 1203 Geraldo aveva ceduto il titolo di arcidiacono di Brecon, smise nel 1208 di consegnargli parte delle entrate della chiesa, rompendo il patto stipulato anni prima. Inoltre, re Giovanni Senzaterra non gli concesse né il vescovado di Lincoln né quello di St. David’s, resosi vacante nel 1214.
Giraldo morì intorno al 1223, all’età di settantasette anni, e fu probabilmente sepolto nell’amata chiesa di St. David’s.

## Opere

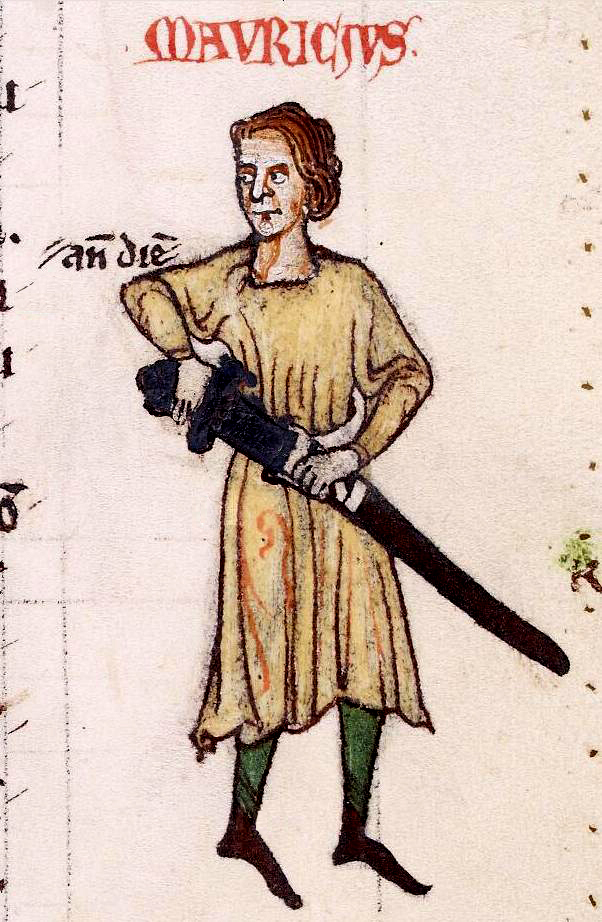
Un ritratto di Maurice FitzGerald, zio di Giraldo, tratto da un manoscritto della Expugnatio Hibernica

### Elenco completo delle opere
- Topographia Hibernica, 1188
- Expugnatio Hibernica, 1188
- Vita Sancti Davidis, 1190
- Itinerarium Cambriae, 1191-2
- Vita Galfridi archiepiscopi Eboracensis, ante 1193
- Descriptio Cambriae, 1194
- Vita regis et martyris Ethelberti, 1195?
- Gemma ecclesiastica, 1199
- Symbolum electorum, 1199
- De rebus a se gestis, 1208
- Speculum Duorum, 1208-16
- Vita Sancti Remigii episcopi Lincolniensis, 1213-4?
- Vita Sancti Hugonis episcopi Lincolniensis, 1213-9
- Retractationes, 1214
- Epistola ad Stephanum Langton, 1215
- De invenctionibus, 1216
- Speculum ecclesiae, post 1216
- Catalogus brevior librorum suorum, 1217
- De principis instructione, 1217
- De iure et statu Menevensis ecclesiae, 1218
- Epistola ad capitulum Herefordense de libris a se scriptis, 1222
- Epistolae (40)
- Carmina

### Le opere storico-geografiche

#### Topographia Hibernica
Composta tra il 1185 e il 1888, la Topographia Hibernica è stata più volte modificata dallo stesso Giraldo per un totale di cinque edizioni d’autore. L’opera godette di grande successo, come dimostra il gran numero di manoscritti tuttora esistenti (36 manoscritti, appartenenti ai vari stadi redazionali) e la notizia di una lettura pubblica dell’opera avvenuta a Oxford nel 1188.
Nella dedica dell’opera ad Enrico II sono anticipati i temi che verranno trattati, in particolare la natura misteriosa e magica dell’Irlanda, terra agli estremi confini del mondo occidentale. Con uno schema ad anello, l’opera si chiude con un elogio di Enrico II, definito l’“Alessandro dell’Occidente”.
L’opera è divisa in tre distinctiones: la prima distinctio, intitolata De situ Hiberniae, è relativa alla natura dell’Irlanda e alla sua fauna; la seconda distinctio, intitolata De mirabilibus Hiberniae et miraculis, racconta dei prodigi e dei miracoli di questa terra; la terza distinctio, intitolata De terrae istius habitaboribus, funge da riassunto della storia irlandese, vista come un susseguirsi di occupazioni da parte di genti straniere.
All’interno dell’opera, Giraldo dimostra di aver ereditato lo stereotipo di un’Irlanda barbara e rozza. Tace invece un’importante caratteristica dell’Irlanda del XII secolo, ovvero la sua vivacità culturale e religiosa: l’Irlanda, infatti, era nota come “terra di sapienti, santi e evangelizzatori”.

#### Expugnatio Hibernica
Completata nel 1189, l'Expugnatio Hibernica contra tre edizioni d’autore. L’opera è trasmessa da quindici manoscritti.
Il testo è dedicato al conte di Poitiers, il futuro Riccardo I. Prima di iniziare la narrazione, l’autore risponde alle critiche che gli erano state mosse per la Topographia Hibernica, in particolare relative alle leggende e ai prodigi raccontati nella seconda distinctio dell’opera: Giraldo sostiene che molti libri, tra cui anche quelli sacri, sono ricchi di eventi prodigiosi e miracolosi, dal momento che l’operato di Dio è spesso imperscrutabile.
L'Expugnatio Hibernica è la continuazione ideale della precedente opera dedicata all’Irlanda: come scrive Giraldo, «retroacti siquidem temporis gesta locaque Topographia describit; presencia vero presens historia comprehendit» [trad: La Topographia racconta eventi e luoghi del tempo passato; invece questa storia descrive gli eventi presenti].
Il testo è diviso in tre distinctiones. La prima distinctio, divisa in 46 capitoli, narra la conquista dell’Irlanda per mano dei FitzGerald e dei FitzStephen e l’arrivo sull’isola da parte di Enrico II. La seconda distinctio, divisa in 39 capitoli, copre un arco temporale molto più breve, che va dal 1173 al 1186; in essa si trova anche il racconto della spedizione in Irlanda di Giovanni Senzaterra, a cui partecipò lo stesso Giraldo. La terza distinctio, composta da un unico capitolo, fa riferimento al lavoro di traduzione di Giraldo delle profezie contenute nel testo e termina con una lode del latino: «barbare lingue tenebras Latini luce sermonis illustravi» [trad: Ho illuminato le tenebre della lingua barbara con la luce del latino].
Rispetto alla Topographia, l'Expugnatio è retoricamente più elaborata. Tuttavia, sono presenti alcuni elementi che stonano con l’ambientazione irlandese, come i nomi dal suono grecizzante (per esempio, scrive “Stephanides” per “FitzStephen”) e le citazioni latine inserite nei discorsi degli illetterati capi irlandesi.

#### Itinerarium Cambriae
Composto intorno al 1191, l'Itinerarium Cambriae conta tre edizioni autoriali (1191, 1197, 1214). L’opera è trasmessa da sette manoscritti.
Nel manoscritto più antico, R (London, British Library, Royal 13 B viii), non è presente alcuna dedica, caratteristica estremamente strana per Giraldo. Nel manoscritto B (Bodleian Library, Rawlinson B. 188), poco più tardo, la dedica è a William de Longchamp, vescovo di Ely. La seconda e la terza edizione, invece, sono rispettivamente dedicate a Hugh di Lincoln e a Stephen Langton.
Il testo, che narra il viaggio affrontato da Giraldo e Baldovino in Galles nel 1188, è diviso in due distinctiones. Nella prima distinctio si narra il viaggio da Hereford fino alla diocesi di Menevia, mentre nella seconda distinctio il viaggio di ritorno verso Hereford. L’opera termina con una descrizione dell’arcivescovo Baldovino, contenuta nella seconda distinctio.
Al di là di quello che i titoli dei capitoli possono suggerire, l'Itinerarium è molto più di un racconto di viaggio: in esso, infatti, trovano posto racconti storici, topografici e aneddotici, raccolti da Giraldo proprio durante la visita del Galles.

#### Descriptio Cambriae
Composta intorno al 1194 e modificata intorno al 1215, la Descriptio Cambriae è trasmessa da sei manoscritti.
La prima edizione dell’opera è dedicata all’arcivescovo Hubert di Canterbury, all’epoca non ancora suo nemico per l’assegnazione del vescovado di St. David’s; la seconda edizione è invece dedicata all’arcivescovo Stephen Langton. Si ipotizza che possa esistere un’edizione intermedia, dedicata al vescovo Hugh of Lincoln.
L’opera è composta da due distinctiones. La prima distinctio, suddivisa in diciotto capitoli, descrive la natura fisica del Galles (cap. I-VII) e le qualità positive del popolo gallese (cap. VIII-XVIII). La seconda distinctio, che conta dieci capitoli, narra le caratteristiche negative del popolo gallese.

### Le opere religiose

#### Gemma Ecclesiastica
Composta nel 1199, la Gemma ecclesiastica è trasmessa da un unico manoscritto (London, Lambeth Palace Library, 236), estremamente prezioso.
Come si legge nel secondo proemio, il pubblico ideale del testo è il clero gallese e in particolare quello dell’arcidiocesi di Brecon; questa annotazione spiega perché l’opera sia scritta con uno stile molto semplice e privo di ornamenti e inoltre perché sia così ricca di exempla (sebbene non manchino anche citazioni scritturali e ragionamenti teologici).
Nel testo, diviso in due distinctiones, vengono evidenziati gli errori che quotidianamente venivano compiuti durante la celebrazione della messa; si fa inoltre riferimento alla scarsa conoscenza del latino e ai problemi che questa ignoranza può causare. Il peccato più grave, comunque, risulta essere il mancato celibato dei chierici gallesi, un peccato con conseguenze non solo morali ma anche economiche.
La Gemma ecclesiastica è certamente uno dei testi a cui Giraldo era più legato, come testimonia il fatto che, durante la sua prima visita alla corte papale, donò a Innocenzo III proprio un manoscritto di questo testo. Il Papa stesso dovette apprezzarlo molto se, come scrive Giraldo, lo conservò nel comodino accanto al letto e non lo prestò mai a nessuno.

#### Speculum Ecclesiae
Lo Speculum Ecclesiae, composto dopo il 1216, è tramandato da un unico manoscritto (London, British Library, Cotton Tiberius B. XIII) e la totale mancanza di una tradizione indiretta ci fa pensare che questo manoscritto sia l’unico mai esistito. Quest’unico manoscritto, peraltro, non è nelle migliori condizioni, dal momento che alcune parti sono irrimediabilmente rovinate e sono inoltre numerosi gli errori di trascrizione.
Lo scarso successo dello Speculum ecclesiae, tuttavia, non ci deve stupire. Il testo, composto da un Giraldo ormai anziano e disilluso, parla degli ordini monacali inglesi (ordine benedettino, ordine cluniacense e ordine cistercense) e in particolare dei peccati e degli errori compiuti dai monaci. Dal momento che nel Medioevo i principali amanuensi erano proprio i monaci, si può ben capire per quale ragione questo testo non sia mai stato copiato.
Il testo è diviso in quattro distinctiones. La prima distinctio, estremamente lacunosa, è dedicata ai monaci benedettini; la seconda distinctio ai monaci cluniacensi; la terza distinctio ai monaci cistercensi. La quarta distinctio si distingue dalle altre per contenuto, dal momento che tratta delle chiese e delle basiliche di Roma.

### La trilogia della contesa per St. David's

#### De rebus a se gestis
Composto intorno al 1206, il De rebus a se gestis è trasmesso da un solo manoscritto (London, British Library, Cotton Tiberius B. XIII). Quest’unico manoscritto, sfortunatamente, sembra essere mutilo, dal momento che contiene solo diciotto capitoli della terza distinctio, che originariamente doveva essere composta da 236 capitoli; sebbene la mancanza di una tradizione indiretta relativa a questi capitoli possa far pensare che essi non siano mai esistiti, l’insistenza di Giraldo su questa parte nel De iure et statu Menevensis ecclesiae deve far abbandonare questa ipotesi.
Il De rebus a se gestis narra la vita di Giraldo ed è composto da tre distinctiones: la prima distinctio tratta la nascita e la gioventù di Giraldo, la seconda la vita adulta, la terza la contesa per il titolo di vescovo di St. David’s. Sebbene sia scritto in terza persona, non vi è alcun dubbio che si tratti di un testo autobiografico.

#### De invenctionibus
Composto tra il 1200 e il 1216, il De invenctionibus è trasmesso da un unico manoscritto (Città del Vaticano, Biblioteca Apostolica Vaticana, Reg. lat. 470).
Il testo, diviso in sei distinctiones, fa parte della trilogia autobiografica di Giraldo e contiene le difese dell’autore contro le calunnie che i suoi nemici, con lo scopo di impedirgli l’ascesa al vescovado di St. David’s, avevano fatto circolare su di lui mentre si trovava a Roma.

#### De iure et statu Menevensis ecclesiae
Composto intorno al 1214, il De iure et statu Menevensis ecclesiae è trasmesso da quattro manoscritti. Il testo, sebbene sia scritto in terza persona e non venga mai annoverato da Giraldo tra le proprie opere, è stato senza dubbio composto dallo stesso Giraldo.
Lo scopo dichiarato dell’opera, dedicata a Stephen Langton, è quello di far conoscere meglio all’arcivescovo di Canterbury l’arcidiocesi di St. David’s e in generale la chiesa gallese che, secondo Giraldo, non erano mai rientrate nell’interesse dei suoi predecessori e per questo erano cadute in uno stato di barbarie e immoralità.

### De principis instructione
Composto tra il 1190 e il 1217, il De principis instructione è trasmesso da un unico manoscritto (London, British Library, Cotton Julius B. XIII). Sebbene la tradizione diretta sia decisamente scarna, il De principis instructione gode di una tradizione indiretta piuttosto notevole.
Il fine di questo trattato è esplicitamente dichiarato nella prefazione dell’opera ed è quello di mostrare le iniquità e le debolezze della monarchia inglese contemporanea a Giraldo. Questo scopo, tuttavia, non è quello per cui il trattato era stato originariamente concepito e questo spiega la differenza tra la prima distinctio e le altre due.
La prima distinctio ha uno scopo prettamente didattico e tratta, in modo del tutto teorico, le qualità e le virtù che un principe dovrebbe possedere. Il testo procede in maniera molto regolare: dopo aver nominato alcune virtù, l’autore si dedica a chiarirle per mezzo di citazioni, sia classiche che scritturali, e di aneddoti.
La seconda e la terza distinctiones, più tarde della precedente, hanno un’impronta storiografica e trattano del regno di Enrico II, con un punto di vista decisamente negativo nei confronti del re. L’animosità di Giraldo, tuttavia, non è limitata al re ma si estende all’intera famiglia plantageneta, a tal punto che l’autore arriva a criticare quattro dei predecessori di Enrico II; per quanto riguarda i figli del re, Giovanni è ampiamente criticato, mentre a Riccardo, seppur non venga descritto in modo positivo, sono riconosciute alcune qualità.

### Speculum duorum
Lo Speculum Duorum, composto tra il 1208 e il 1216, è trasmesso da un unico manoscritto (Città del Vaticano, Biblioteca Apostolica Vaticana, Reg. lat. 470). Il manoscritto, pur non essendo probabilmente autografo, è stato trascritto in un ambiente molto vicino a quello di Giraldo.
Il testo è diviso in due distinctiones: la prima distinctio costituisce il testo originale, mentre la seconda è composta dalle aggiunte successive. Alle due distinctiones sono inoltre state aggiunte otto epistole, che servono a completare la storia del testo principale (sebbene non sia del tutto chiaro il criterio selettivo di queste lettere).
Lo Speculum Duorum si basa su una lettera mandata da Giraldo al nipote Gerald FitzPhilip, che aveva ereditato il titolo di arcidiacono di Brecon nel 1203 e che si era ribellato allo zio nel 1208. L’opera, dunque, deriva da una lettera realmente scritta e inviata, solo successivamente ampliata e approfondita con lo scopo di farne un libello. La sua origine spiega perché alcuni passi siano oscuri per il lettore moderno, dal momento che Giraldo allude a certi fatti senza spiegarli, certo che il nipote e un lettore a lui contemporaneo sarebbero comunque stati in grado di contestualizzare.

### Opere perdute
- Vita sancti Karadoci
- De fidei fructu fideique defectu
- Totius Kambriae mappa

## La lingua e la scrittura
Sebbene non esistano conferme testuali di ciò, è ragionevole pensare che la lingua quotidiana di Giraldo fosse il franco-normanno, un dialetto del francese antico parlato in Normandia e, dopo la conquista normanna (1066), anche in Inghilterra. È inoltre possibile che capisse il dialetto gallese, ma con ogni probabilità non sapeva parlarlo, come dimostra il fatto che, durante la spedizione in Galles al seguito di Baldovino, la compagnia regale necessitasse di un interprete per conversare con i nativi del luogo.
Tuttavia, la lingua più congeniale a Giraldo è certamente il latino, in cui compone tutte le proprie opere.  Il latino di Giraldo è ben lontano dai canoni classici di questa lingua e risente delle caratteristiche del cosiddetto “latino medievale”, dal momento che utilizza idiomi e costrutti ignoti agli scrittori classici. Inoltre, nei suoi carmina più giovanili, Giraldo viola le regole della prosodia e della sintassi classiche.
Tuttavia, al di là di questi “errori” dovuti alle consuetudini dell’epoca e non ad una scarna conoscenza della lingua, Giraldo dimostra di padroneggiare la letteratura latina; le sue opere sono ricche di rimandi e citazioni, usati in modo pertinente e mutuati dai vari generi e dalle varie epoche della letteratura latina (Terenzio, Virgilio, Orazio, Ovidio, Giovenale, Stazio, Cicerone e Seneca). Inoltre, non mancano i rimandi scritturali e patristici.
Infine, la scrittura di Giraldo sembra risentire di un tipo di retorica che si potrebbe definire vicina all’asianesimo.

## Giraldo e il sovrannaturale
Giraldo è caratterizzato da una forte curiosità per tutto ciò che lo circonda e che fa parte della natura. Per questa ragione narra nei suoi scritti anche eventi e fenomeni sovrannaturali, da lui trattati con rigore scientifico; tuttavia, non accoglie indiscriminatamente ogni evento sovrannaturale ma fa una selezione privilegiando gli eventi da lui stesso esperiti o comunque raccontatigli da persone affidabili. 
Come scrive nell’introduzione dell'Expugnatio Hibernica, ciò che è naturale e ciò che è sovrannaturale sono ambedue riconducibili alla volontà di Dio e alla sua creazione. Nella sua opera vengono dunque descritti miracoli, profezie, scontri tra demoni e santi e leggende fiabesche.
Tra gli altri racconti, particolarmente interessante è quello relativo al poltergeist di Pembroke contenuto nell'Itinerarium Cambriae, dal momento che si tratta della prima attestazione e descrizione di questo fenomeno nella letteratura europea.